# Dysdera gamarrae
Dysdera gamarrae es una especie de arañas araneomorfas de la familia Dysderidae.

## Distribución geográfica
Es endémica del centro-sudoeste de la península ibérica (España y Portugal).